# 猜火車2
《猜火車2》（英語：T2: Trainspotting）是一部2017年英國黑色幽默犯罪片，由丹尼·鮑伊執導，約翰·霍奇編劇。電影為1996年電影《猜火車》的續集，改編自歐文·威爾許的2002年小說《春宮電影》。由伊旺·麥奎格、艾文·布萊納、強尼·李·米勒和勞勃·卡萊爾主演。
該片定於2017年1月27日在英國上映。

## 劇情
故事敘述繼前集的二十年後，馬克·懶登回到蘇格蘭打算彌補他的朋友，他們包括丹尼爾·「屎霸」·墨菲、西門·大衛·「變態男」·威廉森，以及剛從監獄釋放不久的法蘭西斯·「法蘭科」·卑鄙比。

## 演員
| 演員                          | 角色                                                          | 備註                                                                                 |
| 伊旺·麥奎格 Ewan McGregor     | 馬克·懶登 Mark "Rent Boy" Renton                              | 曾有嚴重的海洛英毒癮，個性內斂卻又充滿許多獨特的哲學觀與想法，現為一間小公司的老闆。 |
| 艾文·布萊納 Ewen Bremner      | 丹尼爾·「屎霸」·墨菲 Daniel "Spud" Murphy                     | 馬克毒友，個性較溫和、懦弱，容易失禁。                                               |
| 強尼·李·米勒 Jonny Lee Miller | 西門·大衛·「變態男」·威廉森 Simon David "Sick Boy" Williamson | 馬克毒友，擅長買賣和交易。                                                           |
| 勞勃·卡萊爾 Robert Carlyle    | 法蘭西斯·「法蘭科」·卑鄙比 Francis "Franco" Begbie            | 馬克好友，脾氣暴躁，有暴力傾向，自入獄後也有了毒癮。                                 |
| 凱莉·麥當勞 Kelly Macdonald   | 黛安·柯斯頓 Diane Coulston                                    | 馬克前女友。                                                                         |
| 雪莉·亨德森 Shirley Henderson | 蓋兒·休斯頓 Gail Houston                                      | 丹尼爾前女友                                                                         |
| Anjela Nedyalkova             | 維奧妮卡·高華茲 Veronika Kovach                               | 馬克之出軌對象，西門之前女友                                                         |
| 詹姆斯·考斯摩 James Cosmo     | 蘭登先生 Mr. Renton                                           | 馬克父親。                                                                           |
| 歐文·威爾許 Irvine Welsh      | 米基·佛瑞斯特 Mikey Forrester                                 | 原著小說作者，客串演出。                                                             |

## 製作

### 拍攝
導演鮑伊表示，電影正式於2016年3月10日在蘇格蘭的愛丁堡開拍。攝製原本預定於2016年5月進行。

## 發行
《猜火車2》定於2017年1月27日在英國上映，2017年2月3日排在美國發行，而世界各地則於2017年2月10日上映。《猜火車2》被選定於2017年2月的第67屆柏林影展上的「非競賽片」放映。美國於2017年3月17日有限上映，3月31日起才會廣泛上映。

### 評價
《猜火車2》獲得的評價以正面居多，主要受影評人稱讚角色的情感是令人討喜，但新鮮感不如前集。爛番茄根據119條評論，持有76%的新鮮度，平均得分6.8／10。Metacritic得分64，正評居多。

## 外部連結
- 互联网电影数据库（IMDb）上《猜火車2》的资料（英文）
- Box Office Mojo上《猜火車2》的資料（英文）